# Seven de Australia 2011 (Gold Coast)
El Seven de Australia de 2011 fue la novena edición del torneo australiano de rugby 7, fue el primer torneo de la temporada 2011-12 de la Serie Mundial Masculina de Rugby 7.
Se disputó en la instalaciones del Robina Stadium de Queensland.

## Fase de grupos

### Grupo A
| Equipo        | Encuentros | Encuentros | Encuentros | Encuentros | Tantos  | Tantos    | Tantos     | Puntos |
| Equipo        | jugados    | ganados    | empatados  | perdidos   | a favor | en contra | diferencia | Puntos |
| ------------- | ---------- | ---------- | ---------- | ---------- | ------- | --------- | ---------- | ------ |
| Nueva Zelanda | 3          | 3          | 0          | 0          | 92      | 10        | +82        | 9      |
| Fiyi          | 3          | 2          | 0          | 1          | 69      | 35        | +34        | 7      |
| Kenia         | 3          | 1          | 0          | 2          | 31      | 59        | −28        | 5      |
| Niue          | 3          | 0          | 0          | 3          | 7       | 95        | −88        | 3      |

Nota: Se otorgan 3 puntos al equipo que gane un partido, 2 al que empate y 1 al que pierda

### Grupo B
| Equipo         | Encuentros | Encuentros | Encuentros | Encuentros | Tantos  | Tantos    | Tantos     | Puntos |
| Equipo         | jugados    | ganados    | empatados  | perdidos   | a favor | en contra | diferencia | Puntos |
| -------------- | ---------- | ---------- | ---------- | ---------- | ------- | --------- | ---------- | ------ |
| Sudáfrica      | 3          | 3          | 0          | 0          | 69      | 26        | +43        | 9      |
| Australia      | 3          | 2          | 0          | 1          | 62      | 28        | +34        | 7      |
| Estados Unidos | 3          | 1          | 0          | 2          | 40      | 39        | +1         | 5      |
| Japón          | 3          | 0          | 0          | 3          | 7       | 85        | −78        | 3      |

### Grupo C
| Equipo             | Encuentros | Encuentros | Encuentros | Encuentros | Tantos  | Tantos    | Tantos     | Puntos |
| Equipo             | jugados    | ganados    | empatados  | perdidos   | a favor | en contra | diferencia | Puntos |
| ------------------ | ---------- | ---------- | ---------- | ---------- | ------- | --------- | ---------- | ------ |
| Samoa              | 3          | 3          | 0          | 0          | 91      | 14        | +77        | 9      |
| Francia            | 3          | 2          | 0          | 1          | 78      | 43        | +35        | 7      |
| Argentina          | 3          | 1          | 0          | 2          | 47      | 60        | −13        | 5      |
| Papúa Nueva Guinea | 3          | 0          | 0          | 3          | 5       | 104       | −99        | 3      |

### Grupo D
| Equipo     | Encuentros | Encuentros | Encuentros | Encuentros | Tantos  | Tantos    | Tantos     | Puntos |
| Equipo     | jugados    | ganados    | empatados  | perdidos   | a favor | en contra | diferencia | Puntos |
| ---------- | ---------- | ---------- | ---------- | ---------- | ------- | --------- | ---------- | ------ |
| Gales      | 3          | 3          | 0          | 0          | 59      | 26        | +33        | 9      |
| Inglaterra | 3          | 2          | 0          | 1          | 50      | 26        | +24        | 7      |
| Escocia    | 3          | 1          | 0          | 2          | 31      | 50        | −19        | 5      |
| Tonga      | 3          | 0          | 0          | 3          | 19      | 57        | −38        | 3      |

## Fase Final

### Cuartos de final
| 26 de noviembre | Nueva Zelanda | 24 - 14 | Inglaterra |  |  |

| 26 de noviembre | Samoa | 12 - 14 | Australia |  |  |

| 26 de noviembre | Gales | 5 - 33 | Fiyi |  |  |

| 26 de noviembre | Sudáfrica | 14 - 5 | Francia |  |  |

### Semifinal
| 26 de noviembre | Nueva Zelanda | 26 - 7 | Australia |  |  |

| 26 de noviembre | Fiyi | 24 - 7 | Sudáfrica |  |  |

### Final
| 26 de noviembre | Nueva Zelanda | 12 - 26 | Fiyi |  |  |

| Bandera de Fiyi        |
| Campeón Fiyi           |
| 1º título del circuito |